# 더 오버랜드
더 오버랜드(영어: The Overland)는 오스트레일리아의 애들레이드에서 스타웰을 거쳐, 맬버른을 잇는 대륙 종단 철도를 이른다.

## 역사
1887년에 사우스오스트레일리아주와 빅토리아 철도가 멜버른 ~ 애들레이드를 연결하는 야간 열차 애들레이드 익스프레스(영어: Adelaide Express)로 개통 했으며 오스트레일리아에서 현존하는 장거리 열차 중 가장 오래 되었다. 이 열차는 오스트레일리아 캔버라를 환승 없이 연결하는 열차로 1926년에 현재의 명칭으로 개명했다. 1982년에 열차 운행의 효율성을 위해 야간열차에서 주간열차로 변경이 되었다. 1995년 표준궤로 변경이 되었다.

## 사진

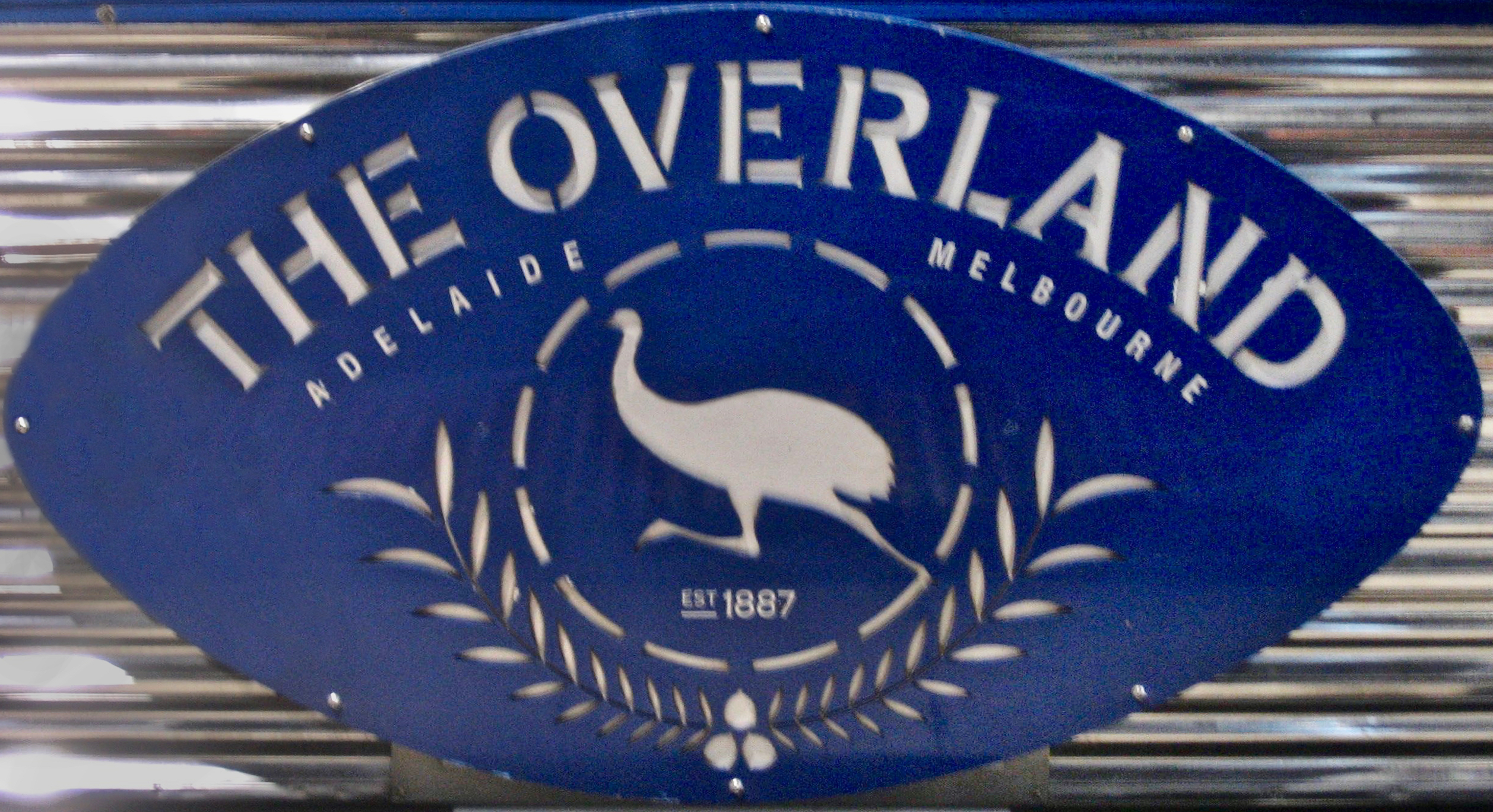
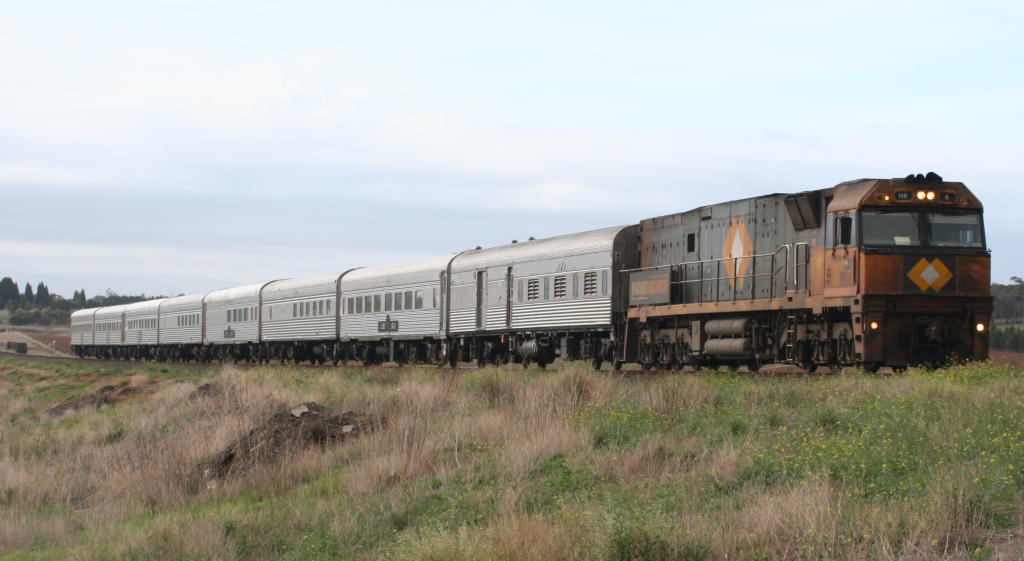
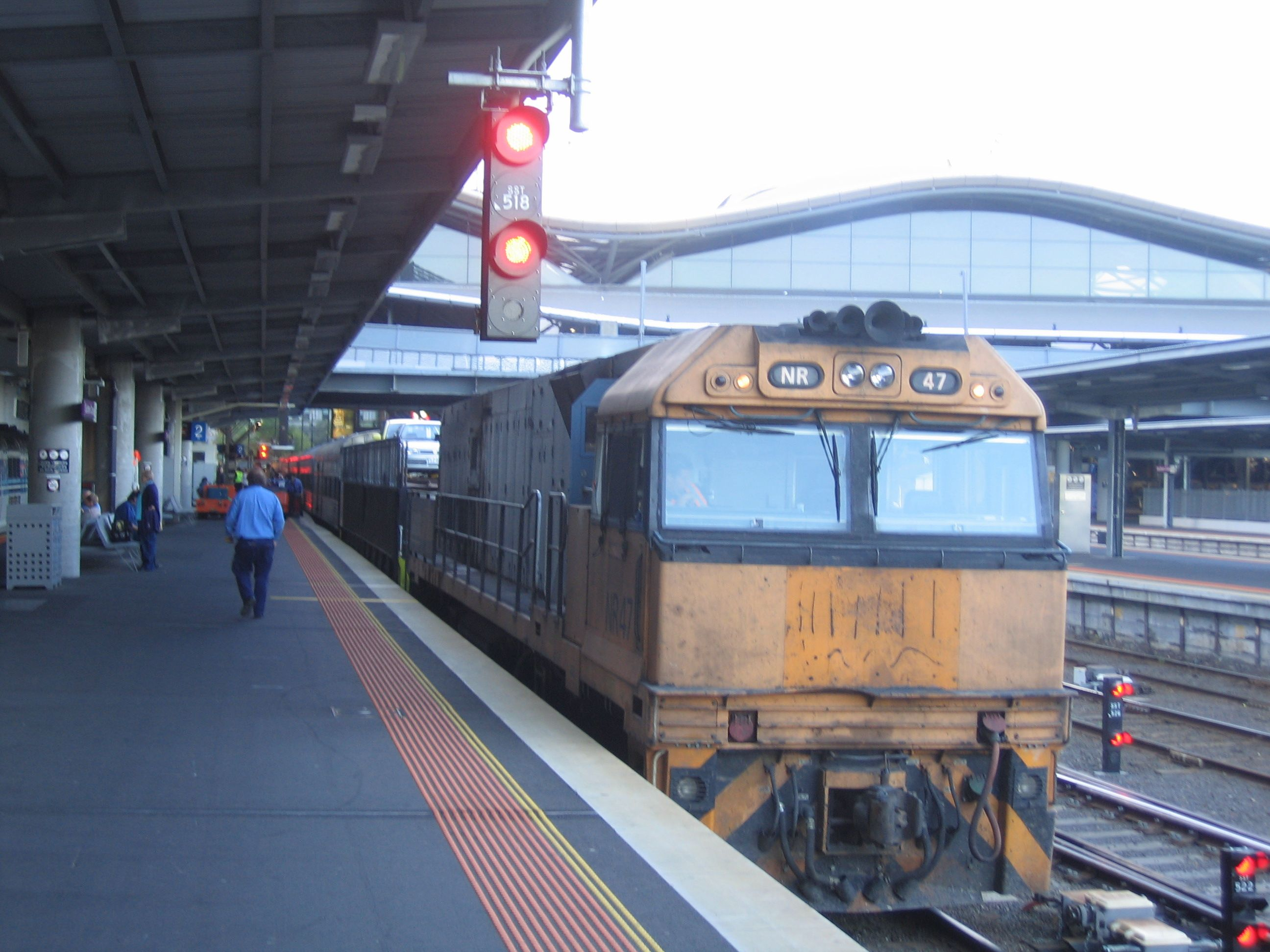
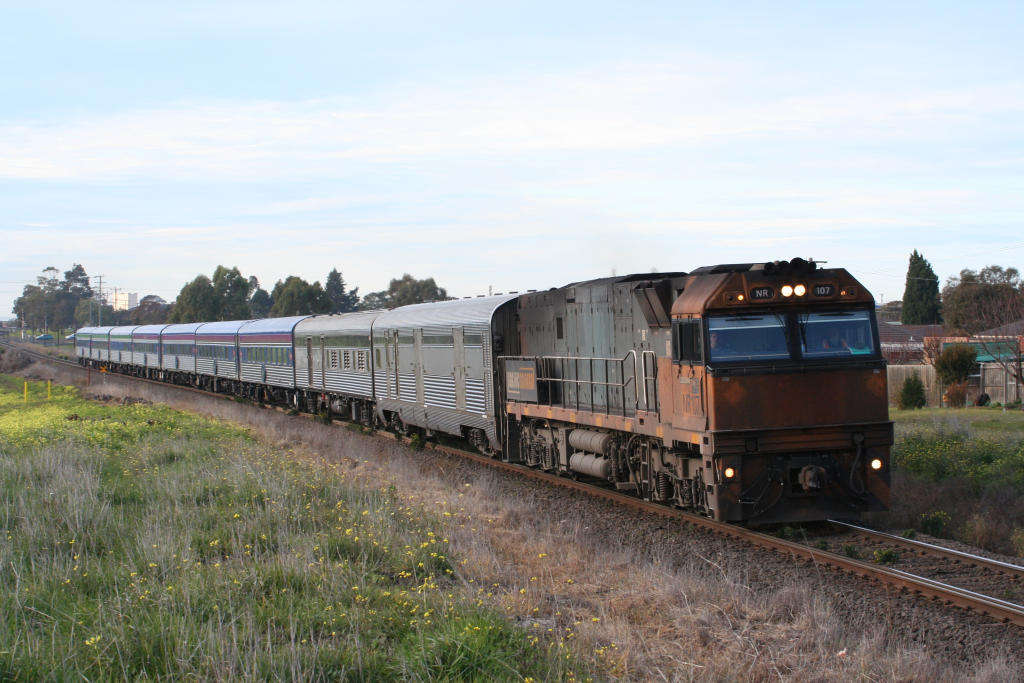